# Winchester, Nevada
Winchester är ett kommunfritt område i Clark County i Nevada i USA. Mot norr gränsar det till staden Las Vegas, mot öst till Sunrise Manor och mot väst och söder till Paradise.
Winchester bildades 1951 som Paradise A och bytte till sitt nuvarande namn 8  oktober 1953. En del av Las Vegas Strip ligger i Winchester som har postadress  "Las Vegas, NV". Las Vegas Monorail går genom Winchester.